# Fork (starogrčko božanstvo)
Fork ili Forkis je grčki morski bog.

## Etimologija
Forkovo je ime vjerojatno asocijacija na riječ 'foka' (grč. phokes = 'tuljan'). Na grčkom, ime mu se piše Φόρκυς. Druga imena: Forkos, Forkus, Forkun.

## Karakteristike
Fork je prikazivan na rimskim mozaicima kao bog sive kose, morski starac, s ribljim repom, slično Tritonu ili Nereju. Njegov je atribut bila baklja. Na mozaiku iz Antiohije, iz 4. st., prikazan je u pratnji Nerejide Dinamene, a na drugom mozaiku iz kasnijeg rimskog razdoblja Fork je prikazan s crvenom kožom, vijencem od morske trave i rogovima koji podsjećaju na račja kliješta, dok u ruci nosi baklju i kutiju soli. Na istom mozaiku, na njegovom repu sjedi njegova žena. Homer u Odiseji govori da je luka na Itaci posvećena Forku, kao i jedna špilja, također na tom otoku.

## Mitologija

### Bog Fork
Fork je rođen iz veze Geje, Majke Zemlje, koja se zaljubila u svog sina, Ponta od Mora. Vjenčali su se nakon Uranove kastracije. Heziod nabraja djecu Ponta i Geje, morske bogove: Nerej, veliki Taumant, ponosni Fork, lijepoobrazna Keta i Euribija. U orfičkim himnama Fork je sin Okeana i Tetije, starih Titana.

#### Djeca
Fork je oženio svoju sestru Ketu, te su mu se rodile Greje, božice stare od rođenja, ali su nazvane prekrasnima; zatim Gorgone, ružne vještice koje svojim pogledom pretvaraju ljude u kamene kipove; Ehidna, divovska zmija s glavom ljupke nimfe; te zmaj Ladon, kojeg je Hera poslala da čuva zlatne jabuke u vrtu Hesperida, koje joj je dala njezina baka Geja. Apolodor još kaže i da je čudovišna Skila Forkova kćer, Homer dodaje Tusu, prelijepu nimfu koja je Posejdonu rodila kiklopa Polifema.

### Smrtnik Fork
U Ilijadi Fork je također ime jednog ratnika koji je nazvan u čast morskog boga, a ubio ga je grčki junak Ajant.

## Vanjske poveznice
- Theoi Project - Fork